# Deutsches Komitee zur Befreiung der russischen Juden
Das Deutsche Komitee zur Befreiung der russischen Juden wurde im August 1914 von Max Bodenheimer mit Franz Oppenheimer, Adolf Friedman und Leo Motzkin gegründet, um sich für die gesellschaftspolitische Befreiung der im Russischen Reich lebenden Juden einzusetzen und ihren Schutz vor Pogromen zu gewährleisten. Im November 1914 wurde es in Komitee für den Osten umbenannt.
Das Komitee wurde zunächst vom Deutschen Reich unterstützt, aber da kein jüdischer Aufstand gegen die Russen entstand, verloren die Deutschen bald das Interesse.